# قائمة إصدارات الطوابع البريدية في عدن (1962-1965)
عَدَن تعني موطن ومقام للسفن وتعني أقام بالمكان فكلمة «عادن» تعني مقيم ويقال «عدن البلد» أي توطن البلد. وهي مدينة يمنية تقع على ساحل خليج عدن وبحر العرب في جنوب البلاد، وهي العاصمة الاقتصادية لليمن، وثاني أهم مدينة يمنية بعد صنعاء، شهدت عدن أحداثاً تاريخية هامة، وعرفت بأنها عين اليمن. المدينة في بدايتها شبه جزيرة صغيرة بلا موارد طبيعية تذكر ولكن موقعها بين مصر والهند جعلها ذات شأن مهم في طريق التجارة العالمية القديم. احتلت بريطانيا مدينة عدن في يناير 1839، وبقيام ثورة 14 أكتوبر عام 1963، أعلنت بريطانيا أنها ستخرج من عدن عام 1968.

### إصدارات الطوابع البريدية لعام 1962
إليزابيث هي الابنة الأولى للملك جورج السادس (لاحقا الملك جورج السادس)، وقرينته إليزابيث، دوقة يورك (لاحقا الملكة إليزابيث). والدها هو الابنُ الثاني للملك جورج الخامس والملكة ماري، أُقيم الحفل في موعده المُحدد في دير وستمنستر كما هو مُرتب له في 2 يونيو 1953م. باستثناء التصوير والعرض، ولأول مرة على شاشات التليفزيون، فخلال الاحتلال البريطاني لعدن وفي عهد الملكة اليزابيث الثانية صدرت عدة طوابع بريدية بفئة (سنت وشلن).
| # | الرمز | العملة |
| - | ----- | ------ |
| 1 | C     | سنت    |
| 2 | S     | شلن    |

| دليل الطوابع             | المختصر (الرمز) |
| ------------------------ | --------------- |
| دليل ميشيل للطوابع       | Mi              |
| دليل سكوت للطوابع        | Sn              |
| دليل إيفرت وتيلييه       | Yt              |
| دليل طوابع ستانلي جيبونز | Sg              |

تسلسل الطوابع حسب دليل سكوت للطوابع.
| رموز دليل الطوابع | صورة الطابع | الوصف | تاريخ طرحه للتداول | قيمة الطابع       | كمية الاصدار |
| ----------------- | ----------- | --- | ------------------ | ----------------- | ------------ |
| Sg: AD 53a        |             | صورة الملكة اليزابيث ومدينة كريتر. لون الطابع رمادي مخضر داكن. حالة الطابع مثقب.                                  | 16 يناير 1962      | 15 سنت            | 330,000      |
| Sg: AD 64a        |             | صورة الملكة اليزابيث الثانية وشعار المستعمرة الذي يتضمن قارب الداو. لون الطابع أسود/ أزرق باهت. حالة الطابع مثقب. | 16 يناير 1962      | 1٫25 شلن/ 125 سنت | 70,000       |
| Sg: AD 68a        |             | صورة الملكة اليزابيث وممر كريتر اشهر ممر جبلي في عدن. لون الطابع أزرق/ أسود. لون الطابع مثقب.                     | 11 ديسمبر 1962     | 5 شلن             | 70,000       |

### إصدارات الطوابع البريدية لعام 1963
ظهرت صورة الجمال العربية على الطوابع البريدية لعم 1963 الجمل العربي (الاسم العلمي: Camelus dromedarius) حيوان ضخم يُعرف بأسماء عديدة منها الجمل وحيد السنام، البعير العربي، الإبل العربية، والهجين في بعض الأحيان. لا يُعرف على وجه التحديد الموطن الأصلي للجمل العربي البرّي ولكن يُحتمل بأن يكون شبه الجزيرة العربية. يفترض البعض أن اسم الجمل العربي في الإنجليزية: Dromedary (تنقحر إلى درومادري)، يترجم في العربية «هجين»، يستعمل لوصف جمال السباق فقط (تشتق كلمة «درومادري» من اليونانية بمعنى الركض) أما في العربية فإن وصف هجين يطلق أصلا على تلك الجمال. يُطلق لقب اخر على هذه الحيوانات هو «سفينة الصحراء»، بسبب النظر إليها منذ القدم على أنها الوسيلة الأفضل التي يسافر الأنسان عبر الصحراء بواسطتها.
| رموز دليل الطوابع | صورة الطابع | الوصف | تاريخ طرحه للتداول | قيمة الطابع | كمية الاصدار |
| ----------------- | ----------- | --- | ------------------ | ----------- | ------------ |
| Mi:AD 77          |             | الطابع من إصدارات التحرر من الجوع. يظهر على الطابع صورة الملكة اليزابيث الثانية وأطعمة بروتينية. لون الطابع اخضر مزرق. حالة الطابع مثقب. | 4 يونيو 1963       | 1٫25 شلن    | 134,865      |
| Sg: AD 66b        |             | صورة الملكة اليزابيث الثانية وجندي من قوات محمية عدن على جمل عربي. لون الطابع أسود/ وردي قرمزي                                           | 22 يناير 1963      | 2 شلن       | 70,000       |

### إصدارات الطوابع البريدية لعام 1964
ظهرت صورة مدينة كريتر على الطوابع البريدية لعام 1964 وهي كريترأو مدينة كريتر هو الاسم غير الرسمي لمديرية صيرة في محافظة عدن في اليمن. يستخدم السكان في محافظة عدن صيرة وعدن وكريتر بشكل شائع للإشارة إلى نفس المديرية. كريتر تعني فوهة البركان وأطلق عليها هذا الاسم بعد الاحتلال البريطاني.
وظهرت صورة طواحين الملح وهي من اقدم الصناعات التي تشتهر بها عدن, تعود بداياتها الأولى إلى عام 1886 عند تأسيس أول شركة لإنتاج الملح بعدن، خلال الاحتلال البريطاني للمدينة،
وصورة الدَّهْو أو الداو وهي سفينة شراعية عربية تقليدية ذات شراع مثلث واحد أو أكثر تُستخدم بشكل أساسي على سواحل بحر العرب وشرق إفريقيا ويتكون طاقم الدهو من 12 فرد بينما تحمل الأحجام الأكبر من طواقم مكونه من 30 فرد.
| رموز دليل الطوابع | صورة الطابع | الوصف | تاريخ طرحه للتداول | قيمة الطابع       | كمية الاصدار |
| ----------------- | ----------- | --- | ------------------ | ----------------- | ------------ |
| Mi: AD 79         |             | صورة الملكة اليزابيث الثانية والجمال العربية. لون الطابع برتقالي فاتح.                                                                     | 2 فبراير 1964      | 10 سنت            | 134,865      |
| Mi: AD 80         |             | صورة الملكة اليزابيث ومدينة كريتر. لون الطابع رمادي مخضر. حالة الطابع مثقب.                                                                | 2 فبراير 1964      | 15 سنت            | 2,000        |
| Mi: AD 81         |             | صورة الملكة اليزابيث ومسجد عدن. لون الطابع قرمزي احمر. حالة الطابع مثقب.                                                                   | 2 فبراير 1964      | 25 سنت            | 134,865      |
| Mi: AD 82         |             | يظهر على الطابع صورة الملكة اليزابيث الثانية وصورة الداو العدني, سفينة شراعية عربية تقليدية ذات شراع مثلث واحد أو أكثر. لون الطابع ياقوتي. | 2 فبراير 1964      | 35 سنت            | 2,000        |
| Mi: AD 83         |             | صورة الملكة اليزابيث الثانية وخريطة شبه الجزيرة العربية بالتحديد عدن. لون الطابع رمادي أزرق.                                               | 2 فبراير 1964      | 50 سنت            | 134,865      |
| Mi: AD 84         |             | صورة الملكة اليزابيث وطاحونة الملح في عدن. لون الطابع أسود.                                                                                | 2 فبراير 1964      | 70 سنت            | 134,865      |
| Mi: AD 85         |             | صورة الملكة اليزابيث الثانية ومبنى الداو. لون الطابع أسود/ بنفسجي.                                                                         | 10 مارس 1964       | 1 شلن             | 134,865      |
| Mi: AD 86         |             | صورة الملكة اليزابيث الثانية وشعار المستعمرة الذي يتضمن قارب الداو. لون الطابع أسود/ ياقوتي.                                               | 10 مارس 1964       | 1٫25 شلن/ 125 سنت | 134,865      |

### إصدارات 1965
منارة عدن، أحد أبرز المعالم التاريخية بالمدينة، وتحولت منذ عقود إلى أيقونة عدن ورمز معبر عن المدينة يفيد كثير من المؤرخين بأن تشييد منارة عدن يعود إلى حوالي 1200 عام، وأنها كانت منارة ومئذنةً لمسجد قديم تهدم، كان يطلق عليه "جامع عدن". واختلف المؤرخون في هوية الدولة أو الحاكم الذي أمر ببناء جامع كهذا، كانت المنارة جزءا أصيلا ولافتا منه.
| رموز دليل الطوابع | صورة الطابع | الوصف                                                                                           | تاريخ طرحه للتداول | قيمة الطابع | كمية الاصدار |
| ----------------- | ----------- | ----------------------------------------------------------------------------------------------- | ------------------ | ----------- | ------------ |
| Mi: AD 78         |             | صورة الملكة اليزابيث الثانية ومنارة عدن. لون الطابع اخضر.                                       | 16 فبراير 1965     | 5 سنت       | 134,865      |
| Mi: AD 87         |             | صورة الملكة اليزابيث الثانية وجندي من قوات محمية عدن على جمل عربي. لون الطابع أسود/ وردي قرمزي. | 16 فبراير 1965     | 2 شلن       | 134,865      |

#### أنظر أيضًا
- الملكة اليزابيث الثانية
- تاريخ اليمن